# Washington Open 1995
Il Washington Open 1995, noto come Legg Mason Tennis Classic per motivi di sponsorizzazione, è stato un torneo di tennis giocato sul cemento. È stata la 27ª edizione del Washington Open e faceva parte della categoria Championship Series nell'ambito dell'ATP Tour 1995, Si è giocato al William H.G. FitzGerald Tennis Center di Washington negli Stati Uniti,dal 17 al 24 luglio 1995.

## Campioni

### Singolare
Andre Agassi ha battuto in finale  Stefan Edberg con il punteggio di 6–4, 2–6, 7–5

### Doppio
Olivier Delaître /  Jeff Tarango hanno battuto in finale  Petr Korda /  Cyril Suk con il punteggio di 4–6, 6–2, 6–2